# Pilopogon tiquipayae
Pilopogon tiquipayae är en bladmossart som beskrevs av Theodor Carl Karl Julius Herzog 1916. Pilopogon tiquipayae ingår i släktet Pilopogon och familjen Dicranaceae. Inga underarter finns listade i Catalogue of Life.